# 氣動力學

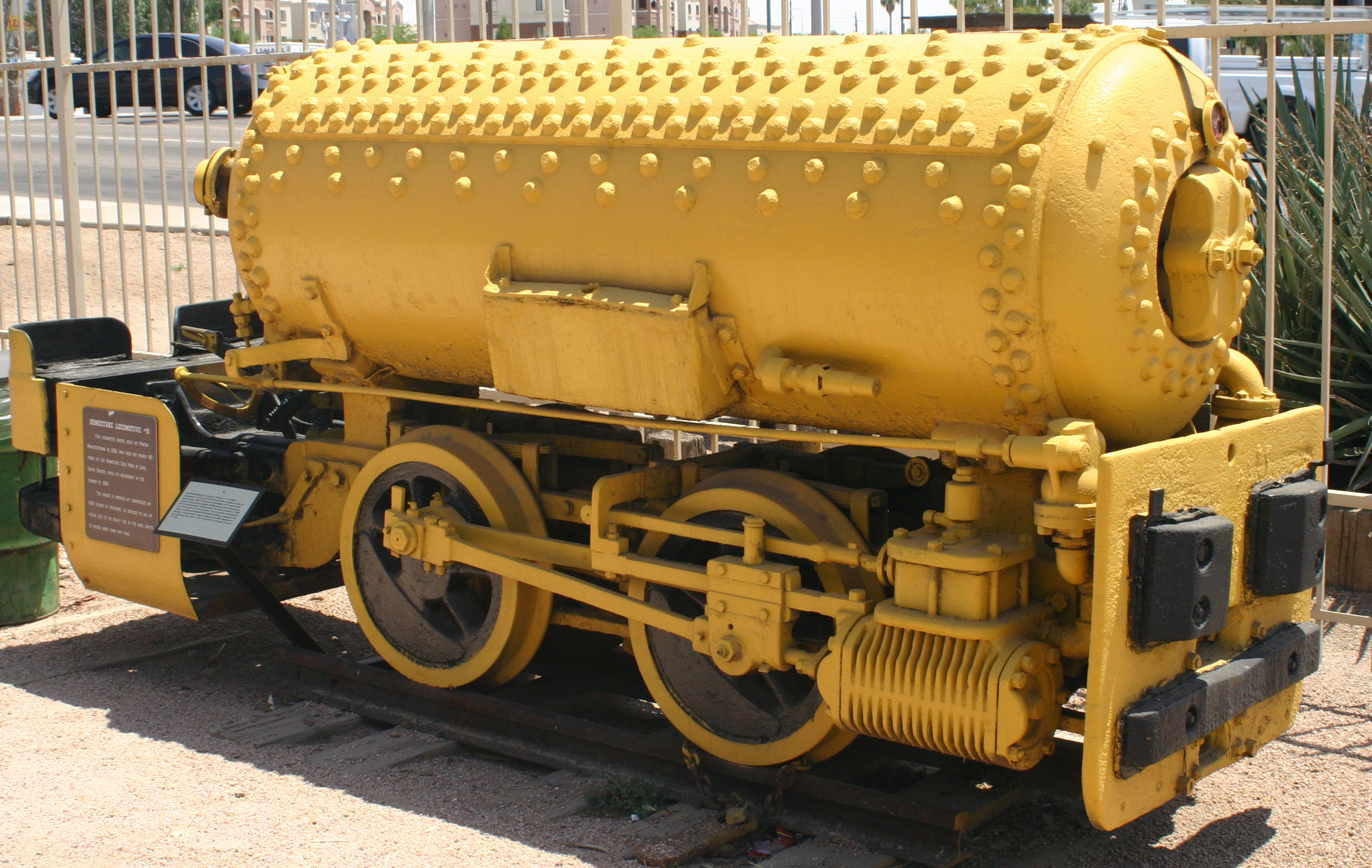
用壓縮空氣作為能源的火車頭

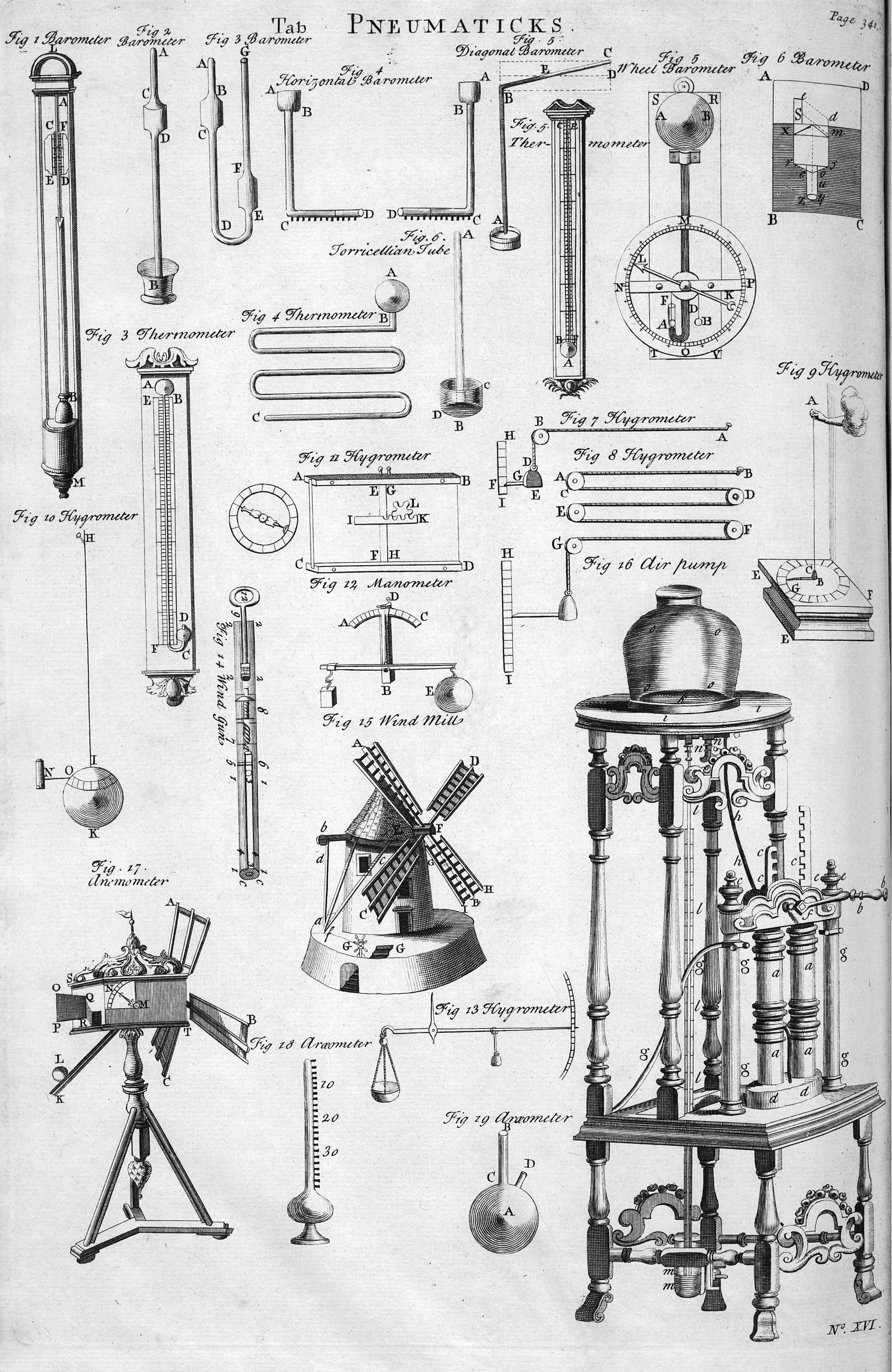
氣動設備一覽，在1728年的《百科全書；或藝術與科學通用字典》中

氣動力學（Pneumatics）是物理的一個分支，將空氣或壓縮空氣應用在科技上。
工業常用的氣動系統一般是用壓縮空氣或壓縮惰性氣體來驅動。一般是有中央式，用電力驅動的压缩机產生壓縮氣體，再驅動气压缸、气动马达或其他氣動設備。相較於馬達及致動器，氣動系統的好處是低價、可變性高，而且又比較安全。
像牙醫學、建築工地、采矿业等都有用到氣動系統。

## 和液壓系統的比較
氣壓系統和液壓系統都是流体动力的應用。氣動力學用容易壓縮的空氣或是氣體做為動力來源，而液壓系統用不容易壓縮的液體（如液壓油）為動力來源。大部份工業氣壓系統的壓力約在80至100磅力每平方英寸（550至690千帕斯卡），而液壓系統的壓力約在1,000至5,000 psi（6.9至34.5 MPa），特殊應用可以超過10,000 psi（69 MPa）。

### 氣壓系統的優點
- 可簡化設計及控制：用標準的气缸及元件即可設計，用簡單的開關控制即可操作。
- 可靠度：氣動系統的壽命長，且不太需要維護，因為氣體可壓縮，設備較不會因為衝擊而損壞。氣體可以吸收過大的受力，而液壓系統會直接將力傳送出去。氣動系統在電力中斷後，因為壓縮氣體的壓力，仍可以運作一小段時間。
- 安全：相較於使用液壓油的液壓系統，氣壓系統失火的可能性小很多，新型的機器多半允許一定程度過載，而且在過載時機器處於安全狀態。

### 液壓系統的優點
- 液體不會吸收傳送的能量。
- 由於液體難以壓縮，液壓系統可以產生的力及可推動的負載都比氣壓系統大很多。

## 氣動系統中用的氣體
若是氣動系統安裝在固定非移動的設備上（例如工廠），因為空氣很容易取得，會用壓縮空氣作為氣體來源。壓縮空氣中的濕氣會先去除，在壓縮機中也會加入一些油，以避免腐蝕及幫助潤滑。
工廠氣動系統的氣體是壓縮空氣，因此不需擔心有毒氣體泄漏的問題。較小或是獨立的系統可能會用其他的壓縮氣體，例如氮氣，一般會稱為無氧氮氣（oxygen-free nitrogen），不過若壓縮氮氣大量釋放，可能會有窒息的風險。
除了壓縮空氣外，其他氣動系統中用壓縮氣體都有造成窒息的風險，包括佔空氣中78%的氮氣。壓縮氧氣不會造成窒息、但因為容易著火、價格昂貴，效能沒有比壓縮空氣要好，也不適合用在氣動系統中。
可攜式的氣動工具及小型的車輛、機器可能會用壓縮的二氧化碳作為壓縮氣體，儲存二氧化碳的容器（如滅火器）很容易取得，而且由於二氧化碳液態和氣態之間的相變，儲存二氧化碳的容器可以比儲存壓縮空氣的容器要輕。不過二氧化碳也會造成窒息，且若二氧化碳泄出，人員可能會因其揮發吸熱而凍傷。

## 氣動邏輯

一個氣動元件

氣動邏輯系統常用在工業控制系統中，是包括以下邏輯單元的气动回路：
- AND閘
- OR閘(梭動閥)
- 气动继电器或气动放大器
- 閂鎖元件
- 計時器元件
- Sorteberg 继电器（英语：Sorteberg relay）
- 浮子（英语：Fluidics）放大器，其中除了空氣外，沒有其他可動件

在工業程序上，氣動邏輯是可靠及有機能性的控制方式。近年來，許多新的應用已經用電控系統取代氣動邏輯，好處是數位系統的體積小、低價、高精準度及強大的功能性。不過若考慮升級的成本或是安全性，氣動邏輯仍有其優勢。

## 常見的氣動系統及模組
- 巴士及卡車上用的空氣制動器（英语：Air brake (road vehicle)）
- 火車上用的空气制动
- 空氣壓縮機
- 氣動車輛用的气动马达
- 電力及神经胃肠病学（英语：Neurogastroenterology）研究需要的恆壓（英语：Barostat）系統
- 線纜喷注（英语：en:Cable jetting），一種在管道中架設線纜的方式
- 牙鑽
- 气动马达及氣動車輛（英语：compressed-air vehicle）
- 氣動式槍械
- Holman Projector（英语：Holman Projector），氣動武器
- 暖通空調控制系統（英语：HVAC control system）
- 充氣（英语：Inflatable）結構
- 樂高氣動模組（英语：Lego pneumatics）可以用來建立氣動模型
- 管风琴
  - 電氣動動作（英语：Electro-pneumatic action）
  - 管状气动动作（英语：Tubular-pneumatic action）
- 自動演奏鋼琴
- 氣動致動器（英语：Pneumatic actuator）
- 氣動簧氣槍
- 气压囊（英语：Pneumatic bladder）
- 气压缸
- 馬鈴薯砲
- 氣動郵件系統（英语：Pneumatic tube#Pneumatic post）
- 气动马达
- 輪胎

- 氣動工具
  - 道路施工用的手提钻（英语：Jackhammer）
  - 氣動釘槍

- 燃氣調壓器
- 压力传感器
- 压力开关（英语：Pressure switch）

- 真空泵

## 腳註
1. ↑  KMC Controls. .   [8 April 2013]. （原始内容存档于2013年10月19日）.

## 外部連結
- Four Ways to Boost Pneumatic Efficiency （页面存档备份，存于）
- Pneumatic Symbols DWG/DXF